# Xanthophenax pimploides
Xanthophenax pimploides är en stekelart som först beskrevs av Gyöö Viktor Szépligeti 1908.  Xanthophenax pimploides ingår i släktet Xanthophenax och familjen brokparasitsteklar. Inga underarter finns listade i Catalogue of Life.